# Papież

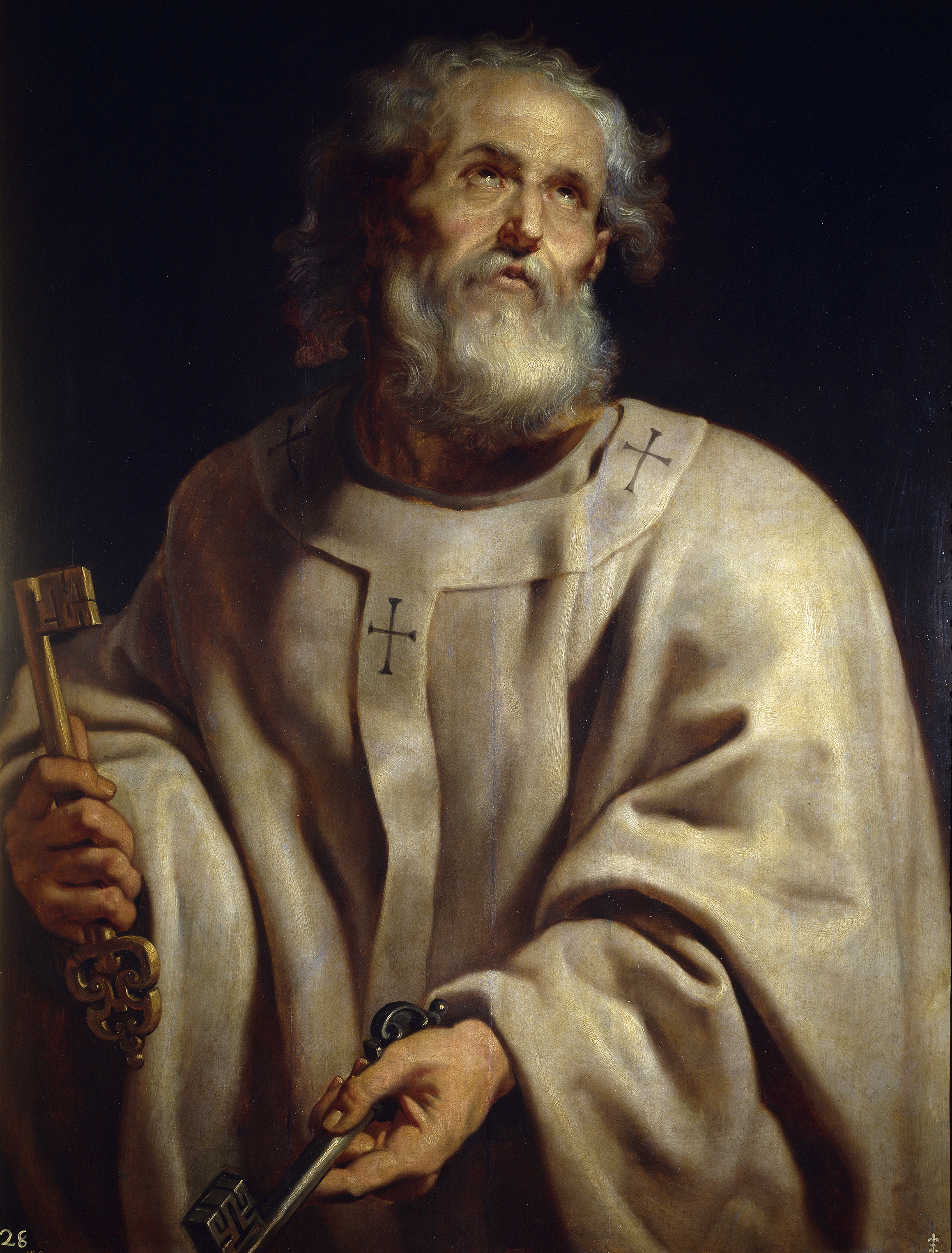
Św. Piotr – według rzymskiego katolicyzmu – pierwszy papież, obraz Petera Rubensa

Papież  (ojciec święty, łac. summus pontifex, od starożytnego pontifex maximus; wł. papa, gr. πάπας (papas); forma funkcjonująca w języku polskim pochodzi od czeskiego papež) – biskup Rzymu, prymas Italii, zwierzchnik Kościoła katolickiego, głowa Stolicy Apostolskiej oraz suweren Państwa Miasta Watykan.
Tytułu papieża używają również: koptyjski patriarcha Aleksandrii, głowa Kościoła koptyjskiego oraz prawosławny patriarcha Aleksandrii, zwierzchnik prawosławnego Patriarchatu Aleksandryjskiego.

## Źródło władzy biskupa Rzymu
Biskupi Rzymu oparli swój prymat na sukcesji apostolskiej, zgodnie z tradycją, według której pierwszym biskupem Rzymu był Piotr Apostoł, który zginął tam śmiercią męczeńską. Nowy Testament milczy wprawdzie na ten temat i wspomina tylko o podróży św. Piotra do Antiochii (Gal 2, 11), a w zakończeniu Listu do Rzymian Pawła Apostoła pośród licznych osób Piotr nie jest wymieniony, ale o pobycie apostoła w Rzymie mówią inne pisma z pierwszych wieków istnienia chrześcijaństwa, m.in. list biskupa Antiochii Ignacego do Kościoła w Rzymie, napisany za panowania cesarza Trajana (98–117). Obecnie większość historyków chrześcijańskich uznaje wysokie prawdopodobieństwo pobytu Piotra w Rzymie, co najmniej w roku jego męczeństwa. Apostołowie Paweł i Piotr, z racji swej funkcji (apostolos = wysłannik), uważani są za organizatorów kościoła partykularnego (lokalnego) w Rzymie, niezależnie od możliwości, że pierwszym liderem tego kościoła (przewodniczącym kolegium prezbiterów/biskupem) mógł być dopiero Linus (64-76/79). Św. Ireneusz napisał: 

Błogosławieni apostołowie po założeniu i urządzeniu Kościoła przekazali jego rządy i episkopat Linusowi.

 O Linusie wspomina Paweł w swym liście do Tymoteusza (2 Tm 4, 21).
Kościół rzymskokatolicki naucza, że Piotr był uczniem Jezusa, od którego uzyskał szczególną władzę. Tej doktrynie szczególnie przeciwni byli patriarchowie i biskupi greccy, którzy godzili się tylko na honorowy prymat biskupa Rzymu. Spór o pierwszeństwo biskupów Rzymu doprowadził w 1054 do podziału chrześcijaństwa na katolicyzm i prawosławie (zobacz: schizma wschodnia). Władzę papieża zanegował też ksiądz Marcin Luter, dając początek protestantyzmowi. W późniejszym czasie zwierzchnictwo papieża odrzucili także starokatolicy.
Jako biblijne uzasadnienie szczególnej pozycji biskupa Rzymu katoliccy teologowie przytaczają następujące teksty:

1. 

Zaprawdę powiadam: Ty jesteś Piotr [czyli Skała] (Πέτρος), i na tej Skale (πέτρα) zbuduję Kościół mój, a bramy piekielne go nie przemogą. I tobie dam klucze królestwa niebieskiego; cokolwiek zwiążesz na ziemi, będzie związane w niebie, a co rozwiążesz na ziemi, będzie rozwiązane w niebie. (Mt 16, 18-19).

Pierwszy znany przypadek, w którym fragment ten został zastosowany do biskupa rzymskiego, pochodzi z III w. Jest to stwierdzanie swojego następstwa po Piotrze przez papieża Stefana I zmarłego w 257.
Słowa Piotr (Πέτρος) i Skała (πέτρα) pochodzą co prawda ze wspólnego korzenia, ale ich znaczenie nie jest identyczne – są różnymi, bliskoznacznymi słowami. Egzegeci rzymscy odwołują się przy tym do oryginalnego języka Ewangelii, za jaki uważają aramejski, gdzie najprawdopodobniej był użyty wyraz „kefas”, oznaczający zarówno Piotra, jak i skałę.
W IV wieku Optat z Mileve zauważył, że Kefas nie tylko po hebrajsku oznacza „skałę”, ale także po grecku „głowę” (kephale).

Według innych interpretacji zacytowany fragment odnosi się nie do nadania władzy, ale do mocy Boga, który działa poprzez człowieka wierzącego. Dlatego w kolejnych wierszach czytamy o Piotrze: 

A Piotr, wziąwszy go na stronę, począł go upominać, mówiąc: Miej litość nad sobą, Panie! Nie przyjdzie to na ciebie. A On, obróciwszy się, rzekł Piotrowi: Idź precz ode mnie, szatanie! Jesteś mi zgorszeniem, bo nie myślisz o tym, co Boskie, lecz o tym, co ludzkie. (Mt 16, 22-23).

 W tej samej Ewangelii czytamy także te same słowa w odniesieniu do wszystkich uczniów: 

Zaprawdę powiadam wam: Cokolwiek byście związali na ziemi, będzie związane i w niebie; i cokolwiek byście rozwiązali na ziemi, będzie rozwiązane i w niebie. (Mt 18, 18).

2. 

A gdy spożyli śniadanie, rzekł Jezus do Szymona Piotra: Szymonie, synu Jana, czy miłujesz Mnie więcej aniżeli ci? Odpowiedział Mu: Tak, Panie, Ty wiesz, że Cię kocham. Rzekł do niego: Paś baranki moje. I znowu, po raz drugi, powiedział do niego: Szymonie, synu Jana, czy miłujesz Mnie? Odparł Mu: Tak, Panie, Ty wiesz, że Cię kocham. Rzekł do niego: Paś owce moje. Powiedział mu po raz trzeci: Szymonie, synu Jana, czy kochasz Mnie? Zasmucił się Piotr, że mu po raz trzeci powiedział: Czy kochasz Mnie? I rzekł do Niego: Panie, Ty wszystko wiesz, Ty wiesz, że Cię kocham. Rzekł do niego Jezus: Paś owce moje. (Jan 21, 15-17).

Według niektórych tradycji chrześcijańskich potrójne zapytanie Jezusa odnosi się do potrójnego zaparcia się Piotra i jest próbą prawdziwości uprzedniego wyznania Piotra o Jezusie z Mt 16, 16: 

A odpowiadając Szymon Piotr rzekł: Tyś jest Chrystus, Syn Boga żywego.

Nadto, przeciwnicy władzy papieskiej zwracają uwagę na słowa Jezusa Chrystusa: 

Nie tak ma być między wami; ale ktokolwiek by chciał między wami być wielki, niech będzie sługą waszym. I ktokolwiek by chciał być między wami pierwszy, niech będzie sługą waszym. (Mt 20, 26-27).

 Z kolei zwolennicy biskupa Rzymu nie widzą tu analogii do sprawowanej przez papieża władzy, a jedynie do jego postawy wobec innych.
3.

A oto imiona dwunastu apostołów: pierwszy Szymon, zwany Piotrem, i brat jego Andrzej, potem Jakub, syn Zebedeusza, i brat jego Jan, 3 Filip i Bartłomiej, Tomasz i celnik Mateusz, Jakub, syn Alfeusza, i Tadeusz, 4 Szymon Gorliwy i Judasz Iskariota, ten, który Go zdradził. (Mt 10, 2-4).

Oraz podobne do powyższego Mt 17,1; Mt 26,37; Mk 3,16-20; Mk 5,37; Mk 9,2; Łk 6,14-16; Dz 1,13.
Wielokrotne wymienianie imienia św. Piotra jako pierwszego z imion apostołów wskazuje na szczególną rolę biskupa Rzymu.

4. 

Rzekł więc Jezus do Dwunastu: „Czyż i wy chcecie odejść?”. Odpowiedział Mu Szymon Piotr: „Panie, do kogóż pójdziemy? Ty masz słowa życia wiecznego. A myśmy uwierzyli i poznali, że Ty jesteś Świętym Boga”. (J 6,67-69).

Oraz podobne do powyższego Łk 8,45; Łk 9,33; Łk 21,41; Mt 15,15.
Argumentem na pierwszeństwo św. Piotra jest również to, że występował on w imieniu wszystkich apostołów i często zabierał głos jako jedyny spośród otaczających Chrystusa; oraz był pierwszym apostołem, który uznał Jezusa za Mesjasza (Mt 16,16; Mk 8,29; Łk 9,20; J 6,69).

## Podstawy władzy
W trzech pierwszych stuleciach historii chrześcijaństwa poszczególni biskupi (lub raczej kościoły partykularne/lokalne, którym przewodzili) mieli bardzo dużą autonomię, ale od początku Rzym jako stolica Cesarstwa Rzymskiego miał szczególną pozycję.
Już w pierwszym wieku, w momencie konfliktu we wspólnocie w Koryncie (wspólnota odwołała biskupa) poproszono o rozstrzygnięcie sporu właśnie biskupa Rzymu, którym był w tym czasie Klemens I. O decyzję poproszono czwartego z kolei papieża, mimo że w Efezie żył jeszcze św. Jan Apostoł.
Zachowała się odpowiedź Klemensa (jest to jeden z najstarszych tekstów patrystycznych). Oto jej fragment:

Wy przeto, którzy byliście przyczyną buntu, bądźcież posłuszni starszym i przyjmijcie upomnienie do pokuty. Gdyby jednak ktoś z was nie był posłuszny temu, co Chrystus przez nas mówi, to wiedzcież, że popadniecie w niemałe grzechy i niebezpieczeństwo. (...) Zgotujecie nam wielką radość, gdy się dowiemy, że jesteście posłuszni w tych rzeczach, o których wam pisaliśmy przez Ducha Świętego.

Ks. Cathrein SI komentuje tę wypowiedź następująco:

Klemens więc uważał się oczywiście za ustanowionego przez Boga przełożonego chrześcijan korynckich, jakkolwiek nie był ich bezpośrednim biskupem. Wymaga od nich posłuszeństwa, gdyż Chrystus przez niego przemawia. Tak przemawia papież, naczelny zwierzchnik biskupów.

Św. Ignacy Antiocheński, kiedy jechał do Rzymu, gdzie miał być sądzony, i praktycznie pewne było, że poniesie śmierć, w liście do wspólnoty rzymskiej (dot.: Diecezja rzymska/Święty Kościół Rzymski) podkreślał jej prymat w Kościele Powszechnym, m.in. wyrażeniem „kościół przewodzący w miłości”.
Św. Ireneusz biskup Lyonu, pisze ok. 180:

(...) wskazując na następstwa największego i najstarszego i wszystkim znanego, przez dwu najchwalebniejszych Apostołów Piotra i Pawła założonego i ustanowionego w Rzymie Kościoła, który posiada tradycję od Apostołów i wiarę opowiadaną ludziom, a dochodzącą aż do nas drogą kolejnego następstwa biskupów – zawstydzamy tych wszystkich, którzy w jakikolwiek sposób, ale nie tak jak trzeba, gromadzą koło siebie zwolenników, czy to dla swego upodobania, czy dla próżnej chwały, czy zaślepienia, czy fałszywych przekonań. Z tym bowiem Kościołem dla jego naczelnego zwierzchnictwa musi się zgadzać każdy Kościół, tj. wszyscy zewsząd wierni, bo w nim przez tych, co są zewsząd, zachowała się Tradycja apostolska.

Tertulian (ok. 160-ok. 220) uważał, że prymat i władzę „wiązania i rozwiązywania” otrzymał tylko jeden z Apostołów – św. Piotr, który umarł w Rzymie. A ponieważ prymat musi trwać, trwa w rękach biskupów Rzymu.
Św. Cyprian (zm. 258) nazywa Kościół rzymski „Kościołem głównym, z którego jedność kapłańska powstała – matką i korzeniem Kościoła katolickiego”, dlatego że jest nieprzerwanie biskupstwem św. Piotra, żyjącego w jego następcach, zaś samego biskupa rzymskiego nazywa „zastępcą Chrystusa”.
Męczeńska śmierć 29 z 33 pierwszych papieży jest argumentem na to, że biskup Rzymu był w oczach Cesarzy rzymskich głową Kościoła.
Rozstrzygającym konflikt pomiędzy św. Anastazym I a jego przeciwnikami w Antiochii był Juliusz I. Papież zwołał synod, na którym uniewinnił św. Anastazego i w 341 wystosował list, w którym napisał:

Jeśli w ogóle była jakaś ich wina, należało przeprowadzić sąd według prawa kościelnego, a nie jak to uczyniliście. (...) Czy nie wiecie, że jest zwyczaj, aby najpierw nam napisano, i że stąd rozstrzyga się, co jest słuszne? Zaiste, jeśli jakieś podejrzenie padło na biskupa owego miasta, należało napisać do tutejszego Kościoła.

Synod w Sardyce (dzisiejsza Sofia) w latach 343–344 stwierdził:

(...) jeżeli jakiś biskup, który został zdjęty ze swego urzędu decyzją biskupów znajdujących się w sąsiedztwie, oświadczy, że należy mu się nowa instancja dla obrony własnej, nie należy powoływać na opróżniony przez niego tron nowego biskupa, zanim biskup Rzymu, zbadawszy sprawę, wyda orzeczenie.

oraz

Wydaje się rzeczą dobrą i najbardziej wskazaną, aby ze wszystkich prowincji kapłani zwracali się do głowy [Kościoła], to jest stolicy apostoła Piotra.

Po Juliuszu I kolejni papieże sprawowali urząd najwyższego nauczyciela, rozstrzygając autorytatywnie dla całego Kościoła sprawy wiary katolickiej, a jednocześnie podkreślali swą władzę jako następców Piotra. Po synodzie rzymskim w 382 papież św. Damazy ogłosił kanony (tzw. Tomus Damasi) dotyczące dogmatu o Trójcy Świętej, które zostały uznane za definicję Wiary. W innym dekrecie tego papieża znajduje się pierwszy oficjalny kanon ksiąg Pisma świętego, „które powinien przyjąć cały Kościół katolicki”.
Św. Bazyli Wielki (ok. 330-379) uważał, że biskup Rzymu posiada rozstrzygający głos w sporach dogmatycznych.
W 385 powstały „pierwsze papieskie dekretalia”, czyli odpowiedzi papieża Syrycjusza na pytania hiszpańskiego biskupa Tarragony, Himeriusza (Himeriusz określił kościół rzymski jako głowę ciała Kościoła), które ten ostatni z papieskiego zlecenia musi oznajmić wszystkim biskupom hiszpańskim. Papież w nich napisał:

Niesiemy ciężary wszystkich, którzy są obciążeni; lub raczej niesie je w nas święty Piotr apostoł, który, jak ufamy, we wszystkim ochrania i zachowuje nas, dziedziców jego urzędu.

Afrykański biskup Optat z Mileve (zm. przed 400) podkreślał rolę stolicy rzymskiej, jako jednoczącej wszystkie kościoły.
Św. Ambroży z Mediolanu (339-397) uznawał prymat biskupa Rzymu, którego uważał za gwaranta katolickości.
Św. Jan Chryzostom (ok. 350-407) także potwierdzał prymat św. Piotra.
Papież św. Innocenty I (401–417), zatwierdzając uchwały synodów lokalnych w sprawie pelagianizmu, przypomina tradycyjną naukę o prerogatywach Stolicy Piotrowej:

Wierni przykładom starej tradycji (...) zwróciliście się do nas zapytując o zdanie i tym samym umocniliście w słuszny sposób (...) potęgę naszej religii. Potwierdziliście, iż należy się odwołać do naszego sądu, wiedząc, co się należy Stolicy Apostolskiej, wszyscy bowiem, którzy ją zajmują, starają się iść za Apostołem, od którego powstało samo biskupstwo i wszelka jego powaga. Idąc za nim nauczyliście się zarówno potępiać zło, jak i zatwierdzać rzeczy godne pochwały. Pilnując waszego pasterskiego urzędu, sądzicie, że nie należy deptać przepisów Ojców, którzy dzięki zamysłowi Bożemu, nie zaś ludzkiemu, postanowili, aby – o jakąkolwiek by sprawę chodziło, choćby z bardzo odległych prowincji – nie uważano jej za zakończoną, dopóki wiadomość o niej nie dotrze do tej Stolicy, a ona nie potwierdzi całą swoją powagą słusznych wyroków.

Św. Hieronim (ok. 347-ok. 420) mówił, że Stolica Piotra jest Opoką Kościoła.
Św. Bonifacy I (418-422) w liście do biskupa greckich Salonik wskazał na ostateczny charakter swych decyzji (de nostro non esse iudicio retractandum), od których nie ma już odwołania.
Św. Augustyn (354-430) podsumował kwestię posłuszeństwa papieżowi krótkim zdaniem, które stało się powszechnie znanym przysłowiem: Roma locuta – causa finita (Rzym przemówił, sprawa skończona).
O tym, jak dalece na Wschodzie i na Zachodzie uznawano powszechny prymat Biskupa Rzymu, świadczy również fakt, że na Soborze Efeskim w 431 legat papieski bez żadnego głosu sprzeciwu mógł powiedzieć:

Nikt nie wątpi, owszem całemu światu jest to dobrze wiadomo, że święty, błogosławiony Piotr, książę i głowa Apostołów, filar wiary i fundament katolickiego Kościoła otrzymał od Pana naszego Zbawiciela i Odkupiciela rodzaju ludzkiego, klucze królestwa niebieskiego, że jemu powierzono władzę odpuszczania lub zatrzymywania grzechów i że on aż do tego czasu i na zawsze żyje i rozstrzyga w swych następcach. Tego Piotra następca i dziedzic, biskup nasz Celestyn, mnie dziś na ten synod przysłał.

W 449 Teodoret z Cyru pisał o kościele rzymskim następująco:

Ten najświętszy tron ma pierwszeństwo nad kościołami całego świata z wielu przyczyn, przede wszystkim jednak dlatego, że został zachowany od wszelkiej zmazy herezji i nikt, kto myślał coś przeciwnego, nie zasiadał na nim, ale tylko ten, kto zachował nienaruszoną łaskę apostołów.

W 451 na soborze chalcedońskim wymieniono patriarchat Rzymu jako pierwszy.
Także V Sobór Powszechny w Chalcedonie (451) jest dowodem na władzę papieską nad całym Kościołem. Zgromadzeni biskupi nazwali papieża Leona I swą głową, a samych siebie jego uczniami. – Po odczytaniu pisma papieskiego (Dogmatyczny List do Flawiana, biskupa Konstantynopola), potępiającego herezję monofizytów, zawołali biskupi: „Piotr przez Leona przemówił!”. Do papieża zaś napisali: „Przez twoich legatów przewodniczyłeś nam, jak głowa członkom ciała”. Papież ten mówił o zwierzchnictwie (principatus) Kościoła rzymskiego nad wszystkimi kościołami.
W 517 papież św. Hormizdas sformułował wyznanie, które zostało podpisane przez prawie wszystkich biskupów wschodnich, cesarza Justyniana, patriarchów Konstantynopola i uczestników soboru konstantynopolitańskiego IV; o treści:

Pierwszym warunkiem zbawienia jest przestrzeganie zasady prawdziwej wiary i nieodstępowanie żadną miarą od zarządzeń Ojców. A ponieważ nie można pominąć postanowienia Pana naszego Jezusa Chrystusa, który mówi: “Ty jesteś Opoką i na tej opoce zbuduję mój Kościół” [Mt 16, 18] i słowa te znajdują potwierdzenie w faktach, gdyż wiara katolicka zawsze była zachowana nieskalana na Stolicy Apostolskiej; przeto nie chcąc odłączyć się od tej wiary i nadziei oraz idąc za rozporządzeniami Ojców, potępiamy wszystkie herezje.

Św. Grzegorz I Wielki (590-604) był zdania, że biskup rzymski jest głównym oparciem dla czystej wiary (caput fidei).
W 680/681 ojcowie soboru konstantynopolitańskiego III przyjęli list papieża Agatona jako „napisany z Boskich najwyższych wyżyn apostołów”. W końcowej aklamacji napisali:

Najwyższy Książę Apostołów spierał się z nami; jego naśladowca i następca na tronie jest po naszej stronie i liście wyjaśnił nam misterium Boskiego Wcielenia. Starożytne miasto Rzym ofiarowało nam napisane przez Boga wyznanie i sprawiło, że z Zachodu nadszedł dla nas dzień dogmatu. Wydawało się, że to papier i atrament, a to Piotr przemówił przez Agatona.

Teodor Studyta (około 800) napisał, że według Mt 18, 18 kościelny autorytet stanowią „apostołowie i ich następcy”:

A kimże są ich następcy? – ten, kto zasiada na rzymskiej stolicy i jest pierwszy; ten, kto zasiada na stolicy Konstantynopola i jest drugi; a po nich ci, którzy zasiadają na stolicach Aleksandrii, Antiochii i Jerozolimy. Jest to pięcioczłonowy autorytet Kościoła. Do nich należy rozstrzyganie o Boskich naukach. Cesarz i władza świecka mają obowiązek dopomagania im i potwierdzania tego, co oni postanowili.

Aktem prezentującym rozumienie władzy papieskiej w średniowieczu i czasach późniejszych jest dokument Dictatus Papae, wydany w 1075 przez Grzegorza VII, który zawiera m.in. następujące stwierdzenia:

2. Tylko sam biskup rzymski może być prawnie nazwany biskupem powszechnym.

8. On sam tylko może używać insygniów cesarskich.

9. Tylko papieża stopy całować mają wszyscy książęta.

11. Ten jeden jedyny jest tytuł (papież) na świecie.

12. Jemu wolno władcami rozporządzać (a więc i cesarzy z tronu składać).

16. Żaden synod nie może bez jego rozkazu nazywać się powszechnym.

18. Orzeczenie jego przez nikogo nie może być zaczepione, on sam zaś może unieważniać (orzeczenia) wszystkich innych.

19. Przez nikogo nie może być on sądzony.

22. Kościół Rzymski nigdy nie pobłądził i po wszystkie czasy, wedle świadectwa Pisma św., w żaden błąd nie popadnie.

23. Biskup rzymski, jeśli kanonicznie zostanie obrany, dzięki zasługom św. Piotra, niewątpliwie staje się świętym, jak świadczy św. Ennodiusz, biskup pawijski, z czym zgadza się wielu Ojców świętych, jak poznać można z dekretów świętego papieża Symmacha.

27. On może poddanych zwalniać od wierności bezecnym.

W XII wieku Niketas Choniates w Dialogach Anzelma z Havelbergu sformułował greckie zarzuty pod adresem prymatu papieża w ten sposób:

Nie odmawiamy Kościołowi rzymskiemu prymatu wśród siostrzanych [patriarchatów] i uznajemy jego prawo do najzaszczytniejszego miejsca na soborze ekumenicznym. Jednakże odłączył się on od nas przez swą dumę, kiedy uzurpował sobie władzę monarszą, która nie była przynależna jego urzędowi, a biskupów i Kościoły Wschodu i Zachodu podzielił według podziału cesarstwa... Choć w wierze nie jesteśmy odłączeni od Kościoła rzymskiego, to jednak ponieważ obecnie nie obchodzimy uroczyście wspólnie z nim żadnych soborów, jak możemy akceptować jego postanowienia, które zostały wydane bez zasięgnięcia naszej opinii, a nawet bez naszej wiedzy? Jeśli rzymski arcykapłan z wysokości swego chwalebnego tronu chce rzucać na nas gromy i, że tak powiem, ciskać na nas z wysokości swe rozkazy i jeśli chce osądzać nas, a nawet rządzić nami i naszymi Kościołami nie w porozumieniu z nami, lecz według swego arbitralnego upodobania – jakiż to może być rodzaj braterstwa, czy nawet ojcostwa? Kto kiedykolwiek mógłby cierpliwie znosić coś takiego? Wolnością cieszyłby się tylko Kościół rzymski, ustanawiający prawo dla wszystkich innych, a sam stałby poza prawem. Bylibyśmy niewolnikami, a nie synami takiego Kościoła, a stolica rzymska byłaby nie zbożną matką swych synów, lecz surową i władczą panią swych niewolników. Na co jeszcze wiedza biblijna, duchowa uczoność, studia teologiczne i szlachetna wiedza Greków? Biskup rzymski, który stoi nad wszystkimi, sam na mocy swego autorytetu uczyniłby to wszystko próżnym i obrócił wniwecz. Niech więc będzie jedynym biskupem, jedynym nauczycielem, jedynym praeceptorem. Niech sam zdaje sprawę przed Bogiem, jako jedynym dobrym pasterzem, za wszystko, co zostało mu powierzone!

Św. Tomasz z Akwinu stwierdził, że papież może ogłaszać nowe formuły wiary (ad papam spectat editio symboli). W uzasadnieniu tego twierdzenia papież postrzegany jest przede wszystkim jako głowa i szczyt soboru: jest już przecież sprawą ustaloną, że sobór może wydawać definicje dotyczące wiary. Jednakże sobór zbiera się dzięki papieskiemu autorytetowi i potwierdzany jest jego orzeczeniem, dlatego też wszelkie decyzje soboru muszą być zatwierdzone przez papieża i na nim spoczywa najwyższa odpowiedzialność; do niego przynależy finaliter determinare ea quae sunt fidei (w ostatecznej instancji rozstrzyganie w sprawach wiary).
W czasie Soboru Lyońskiego II (1274) za pontyfikatu bł. Grzegorza X (1271-1276) została zawarta krótkotrwała unia Kościoła Zachodniego ze Wschodnim. Cesarz bizantyjski Michał VIII Paleolog (1261-1282) złożył wtedy wyznanie wiary, w którym uznał najwyższy i pełny prymat Stolicy Apostolskiej nad całym Kościołem.
Około 1280 Piotr Jan Olivi nauczał, że decyzje papieskie w sprawach wiary lub obyczajów są nieodwołalne i trwałe po wszystkie czasy.
W dobie sporów politycznych z królem Francji Filipem IV papież Bonifacy VIII (1294-1303) wydał bullę doktrynalną Unam sanctam, w której zdefiniował naukę o prymacie papieskim nad całym Kościołem:

Wiara składnia nas do utrzymywania i wyznawania, że jest jeden święty Kościół katolicki i apostolski. My w niego wierzymy mocno i tę wiarę bez zastrzeżenia wyznajemy. Poza nim nie ma zbawienia ani odpuszczenia grzechów (...) Jedna przecież była arka Noego w czasie potopu, symbolicznie zapowiadająca jeden Kościół. Wymierzona jedną miarą, jednego miała sternika i rządcę, Noego. Poza nią wszystko, co istniało – jak czytamy – zostało zniszczone. (...) Kościół jeden jedyny ma jedno ciało i jedną głowę, nie dwie głowy jak potwór. Ta głowa to właśnie Chrystus i Piotr, Jego następca, a także następca Piotra (...) Jeżeli zatem Grecy lub inni mówią, że nie zostali powierzeni Piotrowi i jego następcom, to muszą przyznać, iż sami nie są z owiec Chrystusa (...) oznajmiamy, twierdzimy, określamy i ogłaszamy, że posłuszeństwo Biskupowi Rzymskiemu jest konieczne dla osiągnięcia zbawienia.

I Augustyn Triumphus (zm. 1328) uważał, że relacja pomiędzy papieżem i Kościołem jest jednostronna; od członków głowa nie otrzymuje niczego, ale członki od głowy:

Papież w ten sposób jest głową całego mistycznego ciała Kościoła, że siły i autorytetu nie przydają mu członki, ale zawsze są one pod jego wpływem, ponieważ on jest głową.

Druga (również krótkotrwała) unia została zawarta na Soborze Florenckim (1438-1447) za pontyfikatu Eugeniusza IV (1431-1447).
W dekrecie dla Greków Laetantur caeli z 6 lipca 1439 prawosławni biskupi, z wyjątkiem jednego – Marka Eugenikosa – uznali prymat i pełną władzę rzymskiego biskupa.
W 1870 I sobór watykański przyjął dogmat o nieomylności papieża:

Nauczanie nieomylne jest tylko wtedy, gdy biskup rzymski występuje jako Pasterz Całego Kościoła, do całego Kościoła, w sprawach wiary i moralności z intencją expressis verbis określenia danej kwestii w sposób ostateczny (por. KPK 1983, Kan 749 § 1).

Papież Franciszek w homilii wygłoszonej 19.03.2013 przedstawił własną wizję władzy papieskiej:

Dzisiaj wraz z uroczystością świętego Józefa obchodzimy początek posługi nowego biskupa Rzymu, następcy Piotra, która pociąga za sobą także pewną władzę. Oczywiście Jezus Chrystus dał władzę Piotrowi, ale o jaką władzę chodzi? Po potrójnym pytaniu Jezusa do Piotra o miłość następuje potrójne zaproszenie: Paś baranki moje, paś owce moje. Nigdy nie zapominajmy, że prawdziwą władzą jest służba i że także papież, by wypełniać władzę, musi coraz bardziej wchodzić w tę posługę, która ma swój świetlisty szczyt na krzyżu, musi spoglądać na pokorną, konkretną, pełną wiary posługę św. Józefa i tak jak on otwierać ramiona, aby strzec całego ludu Bożego i przyjąć z miłością i czułością całą ludzkość, zwłaszcza najuboższych, najsłabszych, najmniejszych, tych, których św. Mateusz opisuje w Sądzie Ostatecznym z miłości: głodnych, spragnionych, przybyszów, nagich, chorych, w więzieniu (por. Mt 25,31-46). Tylko ten, kto służy z miłością, potrafi strzec!

## Władza papieża
Papież jest widzialną głową Kościoła rzymskiego (czyli kościoła partykularnego/lokalnego w mieście Rzym) oraz Kościoła powszechnego/katolickiego (czyli Kościoła rzymskokatolickiego i katolickich Kościołów wschodnich). Godność papieża jest dożywotnia, możliwe jest jednak dobrowolne zrzeczenie się jej (renuntiatio), które nastąpiło zaledwie kilka razy w historii (ostatni raz z urzędu zrezygnował w 2013 Benedykt XVI). Po śmierci lub ustąpieniu papieża zwoływane jest konklawe – zgromadzenie kardynałów Świętego Kościoła Rzymskiego dla wybrania nowego papieża. Czas od śmierci lub rezygnacji papieża do wyboru następcy określany jest z łaciny Sede vacante.
W Kościele katolickim władza papieża ma charakter wyjątkowy. Słowami konstytucji Pastor aeternus z 1870 można określić ją następująco: „najwyższa i pełna władza jurysdykcji nad Kościołem rzymskokatolickim zarówno w sprawach wiary i moralności, jak też w sprawach dyscypliny i rządzenia”, a także władza „prawdziwie biskupia, zwykła i bezpośrednia nad każdym bez wyjątku kościołem pozostającym w jedności z papiestwem i nad każdym bez wyjątku kapłanem i wiernym, niezależna od jakiejkolwiek władzy ludzkiej” (kan. 218, nr 1-2). Swoją władzę papieże sprawują za pośrednictwem Kurii Rzymskiej, mającej delegowane prawo do rozstrzygania szczególnych spraw.
Papież jest najwyższą władzą prawodawczą w zakresie prawa kanonicznego; papieżowi przysługuje też najwyższa kanoniczna władza sądownicza: rozstrzyga spory dotyczące ważności małżeństwa oraz innych sakramentów, ślubów zakonnych, prawa do nauczania teologii katolickiej w szkołach kościelnych itd. W tym charakterze ma prawo nakładania kar kościelnych, aż do ekskomuniki włącznie. Władza papieża ogniskuje się w prawie do nominacji biskupów – żaden biskup w Kościele katolickim nie może być konsekrowany bez zgody papieża. Jedynie papież ma prawo zwołać wedle własnego uznania zebranie wszystkich biskupów – sobór powszechny, przewodniczyć jego obradom osobiście (lub przez delegatów), a także określa ramy obrad i nadawać moc prawną soborowym decyzjom.
W obecnym czasie jednak na pierwszy plan wyłania się nie kanoniczna, ale charyzmatyczna podstawa władzy papieskiej: jest on dla wielu katolików najwyższym autorytetem moralnym.
Papież jest najwyższą władzą w zakresie Magisterium Kościoła, które wyraża się najpełniej w wydawaniu dogmatów, a także w formie nauczania zwykłego (encykliki). Papież w kwestiach wiary i moralności posiada prawo do wypowiedzenia zdań o charakterze nieomylnym (przemawiając ex cathedra). Papieskie wypowiedzi nieomylne zaistniały przede wszystkim we wcześniejszych wiekach, kiedy sama idea nieomylności papieskiej nie była zdogmatyzowana. Sam dogmat został ostatecznie ogłoszony w 1870 na I soborze watykańskim, gdzie ustalono:

(...) Za zgodą świętego Soboru nauczamy i definiujemy jako dogmat objawiony przez Boga, że Biskup Rzymski, gdy mówi ex cathedra – tzn. gdy sprawując urząd pasterza i nauczyciela wszystkich wiernych, swą najwyższą apostolską władzą określa zobowiązującą cały Kościół naukę w sprawach wiary i moralności – dzięki opiece Bożej przyrzeczonej mu w osobie św. Piotra Apostoła posiada tę nieomylność, jaką Boski Zbawiciel chciał wyposażyć swój Kościół w definiowaniu nauki wiary i moralności. Toteż takie definicje są niezmienne same z siebie, a nie na mocy zgody Kościoła.

Jeśli zaś ktoś, co nie daj Boże, odważy się tej naszej definicji przeciwstawić, niech będzie wyłączony ze społeczności wiernych.

## Tytulatura biskupa Rzymu
Obowiązująca dziś pełna tytulatura papieska została określona w Annuario Pontificio w 2006. Wersja włoska ma następujące brzmienie (w nawiasach podano również wersję łacińską i polskie tłumaczenie):
- Vescovo di Roma (Episcopus Romanus, Biskup Rzymu),
- Vicario di Gesù Cristo (Vicarius Christi, Wikariusz Jezusa Chrystusa),
- Succesore del Principe degli Apostoli (Successor principis apostolorum, Następca Księcia Apostołów),
- Sommo Pontefice della Chiesa Universale (Summus Pontifex Ecclesiae Universalis, Najwyższy Kapłan Kościoła Powszechnego),
- Primate d’Italia (Primas Italiae, Prymas Włoch),
- Arcivescovo e Metropolita della Provincia Romana (Archiepiscopus et metropolitanus provinciae ecclesiasticae Romanae, Arcybiskup i Metropolita Rzymskiej Prowincji Kościelnej),
- Sovrano dello Stato della Città del Vaticano (Princeps sui iuris civitatis Vaticanae, Suweren Państwa Watykańskiego),
- Servo dei Servi di Dio (Servus Servorum Dei, Sługa Sług Bożych).

Najważniejszym i najbardziej pierwotnym tytułem papieża jest tytuł biskup Rzymu. Tytuł ten może być używany (jak to wynika z dawnych i współczesnych dokumentów kościelnych), także w wariantach: biskup Świętego Kościoła Rzymskiego (forma starożytna, średniowieczna), biskup Kościoła Rzymskiego (jedna z form w Kodeksie Prawa Kanonicznego) oraz Arcybiskup Metropolita Prowincji Rzymskiej (Annuario Pontificio). Tytuł „biskup” w sensie jednoosobowego przywódcy (ordynariusza) kościoła partykularnego (przewodniczącego kolegium prezbiterów) pojawił się pod koniec I w. na Wschodzie (pierwszym informatorem o używaniu tytułu biskupa w sensie monarchicznym jest św. Ignacy Antiocheński), natomiast na Zachodzie jego recepcja odbywała się z opóźnieniem. W kościele rzymskim osoba posiadająca „sakrę biskupią” – przewodząca prezbiterom, diakonom i wiernym wspólnoty chrześcijańskiej tego miasta – była zwana prawdopodobnie aż do przełomu II i III wieku prezbiterem (tzn. posiadała taki sam tytuł jak pozostali członkowie prezbiterium). Dopiero około tego czasu tytuł „biskup”, stosowany do tej pory zamiennie z tytułem „prezbiter” na oznaczenie członka prezbiterium, został zastrzeżony do wyłącznego użytku przewodniczącego tego kolegium. W związku z powyższym – także nauka o prymacie kościoła rzymskiego (kościoła lokalnego w mieście Rzym) stała się nauką o prymacie biskupa Rzymu, będącego uosobieniem tego kościoła i jedynym jego rządcą. Około III w. pewna liczba sąsiadujących z kościołem rzymskim kościołów partykularnych (diecezji) stworzyła wraz z nim prowincję kościelną. Od tego czasu biskup Rzymu stał się także arcybiskupem metropolitą dla biskupów tych kościołów. Papież z racji bycia metropolitą jest uprawniony do używania paliusza.
Tytuł Papa (od którego wzięła się nazwa „papież”) w kościele wschodnim zwyczajowo przysługiwał każdemu duchownemu, natomiast w kościele zachodnim zarezerwowany był dla biskupów. Najprawdopodobniej od IV wieku zaczął on przysługiwać wyłącznie biskupowi Rzymu. Wydaje się, że używał go właśnie w obecnym znaczeniu papież św. Syrycjusz. Św. Grzegorz VII postanowił, iż tytuł Papa może być używany tylko w odniesieniu do biskupów Rzymu.
Pontifex (dosłownie: „budowniczy mostów”), czasem zapisywany w formie skrótu „Pont. Max.”, to łaciński tytuł, którego chrześcijanie zaczęli używać na wzór wyznawców judaizmu dla określenia najwyższych kapłanów zarządzających diecezjami. Sam tytuł Pontifex Maximus ma korzenie przedchrześcijańskie – taki tytuł nosili w starożytnym Rzymie urzędnicy pełniący nadzór nad sprawowaniem kultu publicznego (w czasach Imperium rzymskiego urząd ten sprawował zwykle cesarz). Nosili ów tytuł do roku 376, gdy zrzekł się go chrześcijański cesarz Gracjan. Dwa lata później tytuł został nadany biskupowi Rzymu, Demasusowi. Termin „Pontifex Maximus” znajduje się na wielu inskrypcjach watykańskich, m.in. przed wejściem do bazyliki św. Piotra, na posągu św. Piotra, na kopule bazyliki św. Piotra itp. oraz na części portretów papieskich.
Servus servorum Dei (wł. Servo dei servi di Dio) to fraza, która przechodziła podobną ewolucję, jak inne tytuły. Augustyn określał siebie jako servus Christi et per Ipsum servus servorum Ipsius (sługa Chrystusa i przez Niego sługa sług Jego). Podobnie czynili Dezydery z Cahors i św. Bonifacy (apostoł Niemiec). Pierwszym papieżem, który w odniesieniu do siebie użył tego tytułu, był najprawdopodobniej św. Grzegorz I, który w ten sposób odpowiedział na nadanie sobie przez patriarchów Konstantynopola tytułu uniwersalnego biskupa. Od IX wieku tytułu Servus servorum Dei używa się wyłącznie na określenie papieża. Warto dodać, że znaczył on początkowo najwyższego sługę, sługę nad sługami (podobnie jak w określeniu „król królów”), a dopiero później rozumiano go jako symbol posługi wobec innych.
Patriarcha Zachodu (wł. Patriarcha dell’ Occidente) to tytuł, który nie pojawił się w Annuario Pontificio, oficjalnym roczniku Stolicy Apostolskiej edycji na 2006. Po raz pierwszy użył go Teodor I w 642, potem jednak był rzadko stosowany. W rocznikach watykańskich używany od 1863. 22 marca 2006 jego brak uzasadniono „historyczną i teologiczną rzeczywistością” oraz „koniecznością prowadzenia dialogu ekumenicznego”. Według eklezjologii prawosławnej papież to patriarcha Rzymu, jednego z pięciu patriarchatów tzw. pentarchii, choć Nikołaj Zernov pisze, że oderwanie kościoła rzymskiego zasadniczo nie przemieniło pentarchii w tetrarchię. Miejsce Rzymu jedynie opróżniło się i po dziś dzień nie jest zajęte. Potrwa to tak długo, aż biskup rzymski porzuci błędy swoich poprzedników. Stolica rzymska odzyska wtedy swe stanowisko naczelne w gronie pięciu patriarchów, będzie primus inter pares. Dopóki to nie nastąpi, rzeczywisty w działaniu prymat przysługuje patriarsze konstantynopolitańskiemu.
Suweren Państwa Watykańskiego (wł. Sovrano dello Stato della Città del Vaticano) – Papież oprócz tego, iż jest widzialną głową Kościoła, jest także głową suwerennego państwa. Jest on formalnie monarchą absolutnym, gdyż na podstawie Prawa Fundamentalnego (konstytucji) Watykanu dzierży on w rękach pełnię władzy wykonawczej, ustawodawczej oraz sądowniczej. Jest także monarchą elekcyjnym, gdyż wybierany jest na dożywotnią kadencję podczas konklawe przez Kolegium kardynałów. Papież powołuje członków wszystkich organów i urzędów Watykanu, a w szczególności Prezydenta Gubernatoratu, który zastępuje papieża w bieżącym zarządzaniu państwem. Papież jest też głową innego podmiotu prawa międzynarodowego jakim jest Stolica Apostolska, z którą Watykan jest połączony unią personalną i funkcjonalną. Papieżowi jako głowie państwa przysługuje immunitet dyplomatyczny.
Papieżom przysługuje też tradycyjny tytuł Jego Świątobliwość (łac. Sanctitas Vestra). Zwracając się do papieża używa się formy Wasza Świątobliwość. Inne tytuły to Ojciec Święty, czy dawniej używany zwrot Pan Apostolski (łac. Dominus Apostolicus). Tytuł „święty” w zwrocie Ojciec święty dotyczy sakralnej funkcji papieża, nie zaś jego osobistej świętości.

## Oznaki władzy i szczególnej pozycji

### Insygnia

#### Tiara

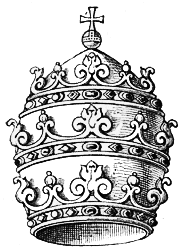
Tiara papieska (1888)

Od pozostałych biskupów papieża odróżnia tiara, czyli potrójna korona. Insygnium to było nakładane na głowę każdego papieża podczas uroczystej koronacji papieskiej (ostatnia w 1963). Nie wiadomo, od kiedy biskupi Rzymu używają tiary. Wiadomo jedynie, że nastąpiło to przed donacją Konstantyna. Tiara jest symbolem papiestwa, jednak nie jest używana przez ostatnich papieży. Paweł VI sprzedał własną tiarę, a pieniądze oddał biednym. Jan Paweł I odmówił koronacji, Jan Paweł II też uchylił się od koronacji i nie nosił tiary. Benedykt XVI również nie zgodził się na koronację i jako pierwszy nie umieścił w swoim herbie papieskim tiary, lecz potrójną mitrę, jako symbol władzy duchowej. Tiara jednak pozostała symbolem państwa watykańskiego i Stolicy Apostolskiej jako element herbów tych instytucji.

#### Pierścień
Kolejnym insygnium papieskim jest Annulus Piscatoris – Pierścień Rybaka z wyobrażeniem św. Piotra łowiącego ryby. Umieszczone jest na nim również imię papieża wraz z tytułem PONT.MAX. (Pontifex Maximus). Służy on do opieczętowywania korespondencji. Drugim tego typu przedmiotem jest pieczęć, przeznaczona do tłoczenia w ołowiu lub złocie, z wizerunkiem św. Piotra i Pawła, którą biskupi Rzymu pieczętują swoje najbardziej uroczyste dokumenty zwane bullami. Zarówno pierścień Rybaka, jak i pieczęć papieską kardynał kamerling łamie po stwierdzeniu zgonu papieża w obecności trzech innych kardynałów. Jest to znak, że pontyfikat danego papieża dobiegł końca.

#### Paliusz

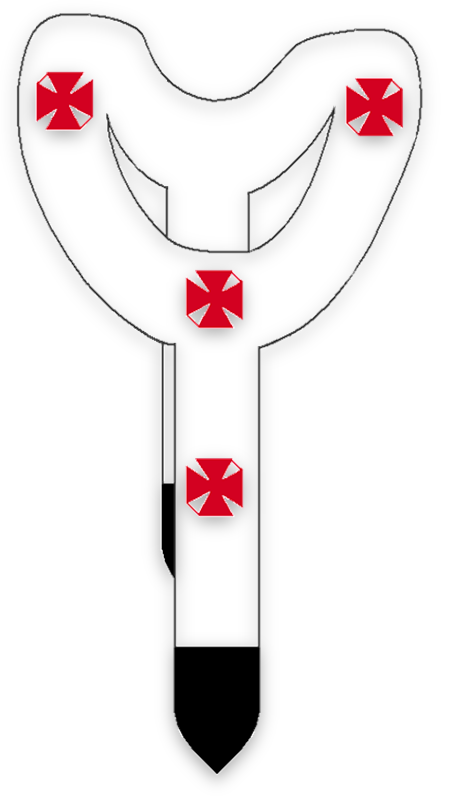
Paliusz papieski w wersji krótszej

Biskup rzymski z racji bycia metropolitą używa paliusza. Jako jedyny metropolita katolicki może nosić paliusz nie tylko na terenach diecezji wchodzących w skład prowincji rzymskiej, ale także na całym świecie. Od początku pontyfikatu Benedykta XVI paliusz papieski różni się od paliuszy innych metropolitów łacińskich oraz poprzednich papieży tym, że jest szerszy, dłuższy i naszyte są na nim krzyżyki koloru czerwonego. W związku z powyższym można traktować paliusz papieski jako specyficzne insygnium zastępujące tiarę.

#### Ferula

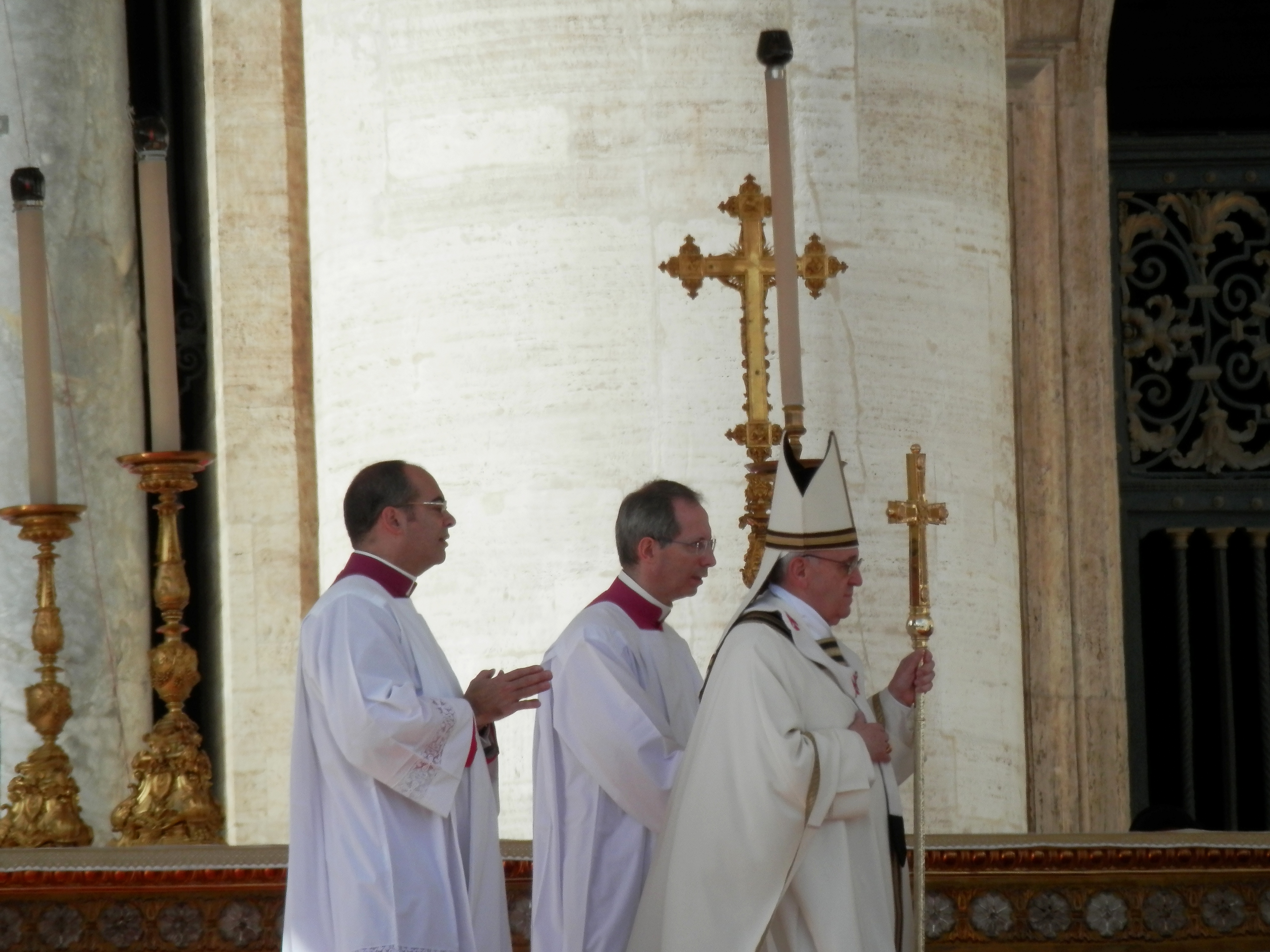
Inauguracja pontyfikatu

Papież nie używa klasycznego pastorału. Jego zamiennikiem jest ferula, która tradycyjnie ma formę prostego złotego krzyża bez postaci Chrystusa, a została ona wprowadzona przed pontyfikatem Innocentego III. Dawniej rzadko używana, od czasu soboru watykańskiego II stosowana powszechnie podczas wszelkich celebracji liturgicznych. Ostatnio używał takiej feruli Benedykt XVI. Papież Franciszek podczas ingresu do bazyliki laterańskiej (7 kwietnia 2013) powrócił do używania srebrnej feruli z lekko zakrzywionym krzyżem i pasyjką, noszonej wcześniej przez Pawła VI, Jana Pawła I i Jana Pawła II. Od tamtego czasu zdecydował, że będzie używał dwóch ferul (srebrnej i złotej) zamiennie.

### Herb papieski

Herb Leona XIV

Każdy papież posiada własny herb, przyjęty na początku pontyfikatu. W skład papieskiego herbu tradycyjnie wchodzą złoty i srebrny klucz, reprezentujące siłę łączenia i rozwiązywania na ziemi (srebrny) i w niebie (złoty). Dawniej stałym heraldycznym elementem herbu była tiara, zastąpiona przez Benedykta XVI mitrą, z trzema poziomymi pasami. Herb jako graficzny znak papieża występuje m.in. na dokumentach, przedmiotach, a także strojach noszonych przez biskupa Rzymu.

### Ceremoniał
Dawny, niezwykle rozbudowany ceremoniał na dworze papieskim, wynikający z równej monarchom pozycji papieża, nakazywał oddanie czci papieżowi poprzez trzy pocałunki: w pierścień, w kolano i w stopę. Zwyczaj całowania stopy papieża (a właściwie krzyża wyszytego na jego czerwonych pantoflach) – charakterystyczny znak oddawania czci następcy św. Piotra – znany był już w VIII wieku. Wiadomo, że w ten sposób cesarz Justynian oddawał cześć papieżowi Konstantynowi. Zwyczaj ten został zarzucony za pontyfikatu Jana XXIII. Jedynymi elementami dawnego ceremoniału, jakie nadal są stosowane przy powitaniu przez papieża, to skłon i pocałowanie pierścienia rybaka noszonego przez papieża na palcu. Do czasów Jana XXIII papieże byli regularnie noszeni na przenośnym tronie – formie lektyki siedzącej (sedia gestatoria). Ostatnim papieżem, który z niej korzystał, był Jan Paweł I. Kiedy papież zasiadał na tronie stacjonarnym lub był niesiony przez dworzan w lektyce, towarzyszyli mu zawsze członkowie Gwardii Szlacheckiej lub Gwardii Szwajcarskiej oraz dwoje sług trzymających wielkie wachlarze.

### Ubiór papieża

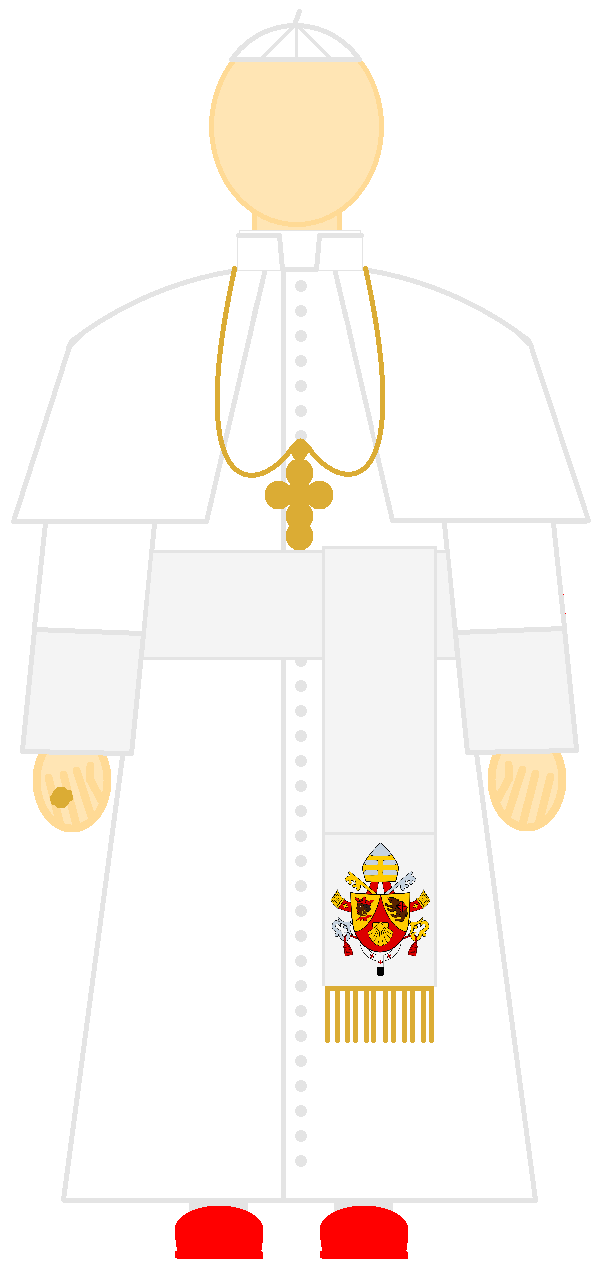
sutanna papieska

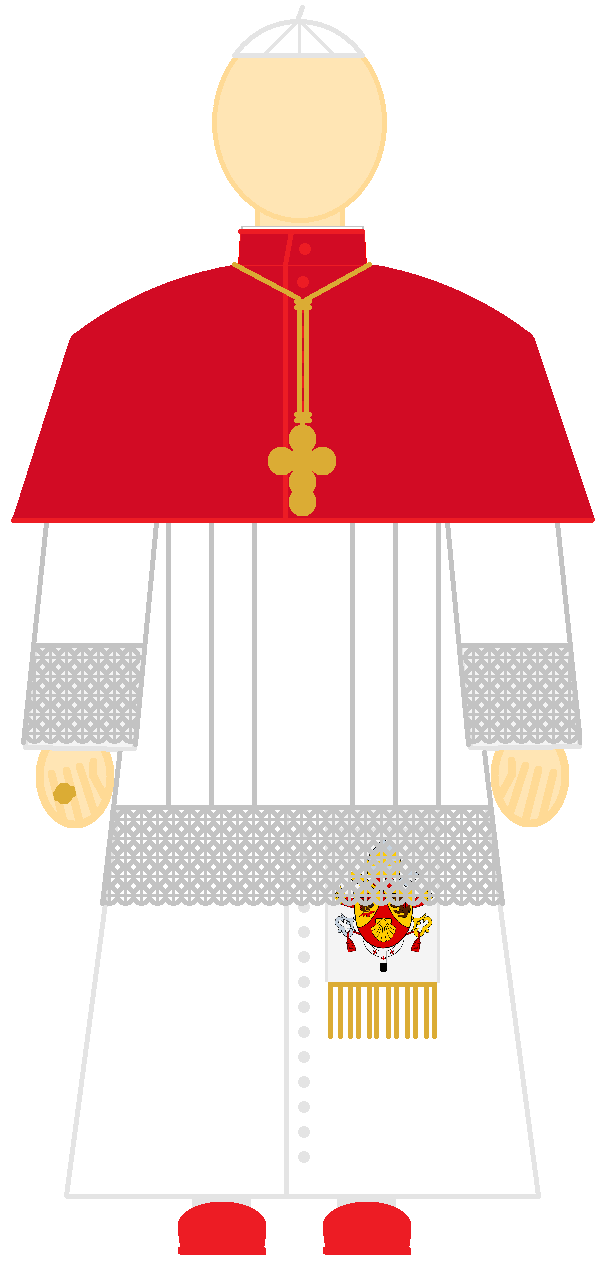
strój chórowy papieża

#### Strój liturgiczny

Szaty do uroczystej mszy papieskiej (ryt rzymski)

Obecnie strój liturgiczny papieża nie różni się od strojów innych metropolitów. Składają się na niego m.in. alba, stuła, ornat, paliusz oraz mitra.
Przed reformą liturgiczną do strojów liturgicznych zarezerwowanych dla papieża zaliczano: subcinctorium, fanon (użyty ostatni raz przez papieża Benedykta XVI), falda (długa szata przypominająca wyglądem albę, tworząca pewien rodzaj trenu) oraz mantum (płaszcz papieski przypominający kapę, ale dłuższy).

#### Strój codzienny
Obecnie papież poza liturgią używa białej sutanny (dawniej wykonanej z falistego jedwabiu) z pelerynką (mozzetą), białego pasa z wyszytym herbem oraz białej piuski. Na piersi nosi pektorał, dawniej wykonany ze złota, przyozdabiany kamieniami szlachetnymi, obecnie prosty. Do dyspozycji papieża są również długa czerwona peleryna (tabarro) oraz biały, dwurzędowy płaszcz z aksamitnym bądź welurowym kołnierzem (z włoskiego greca). Dawniej papieże na co dzień korzystali również z czerwonego kapelusza zwanego saturno. Emerytowany papież używa białej piuski oraz prostej białej sutanny, pozbawionej pelerynki i pasa (wyglądającej tak samo jak białe sutanny prezbiterów w krajach tropikalnych). Przysługuje mu również pektorał.

#### Strój chórowy
Tradycyjny strój chórowy papieża rozszerzony jest m.in. o rokietę i mucet, ten ostatni w kilku wersjach:
- letni – zwany też elektorskim, gdyż zakładany jest natychmiast po konklawe, uszyty z jedwabiu;
- zimowy – który jest lamowany gronostajem;
- paschalny – noszony w okresie wielkanocnym, jest koloru białego.

Tradycyjnym elementem stroju chórowego jest nakrycie głowy papieża (ostatni raz użyte w 2005), czyli camauro, występujące w dwóch wersjach:
- zwykłej – z czerwonego aksamitu z białą gronostajową otoczką;
- noszonej w okresie wielkanocnym – wykonanej z białego jedwabnego adamaszku.

Obie były podbite i obszyte gronostajem.
Papież Franciszek nie używał stroju chórowego.

#### Papieskie obuwie
Dawniej papieże nosili czerwone buty z aksamitu, jedwabiu albo satyny w lecie oraz z sukna w zimie. Zdobione były złotą nicią w motywy roślinne oraz krzyż na przedzie, który całowało się podczas audiencji. Zdarzały się też buty z papieskim herbem zamiast krzyża. W okresie wielkanocnym papieże nosili obuwie koloru białego, pod kolor paschalnego mucetu. Od czasów reformy soborowej obuwie papieskie uległo uproszczeniu, przybierając prosty, jednolity charakter. Jednak tradycję czerwonego obuwia papieskiego zachowywano aż do pontyfikatu papieża Franciszka, który zrezygnował z noszenia papieskich butów i pozostał przy zwykłych czarnych.

## Pontyfikat papieski
Pontyfikat to okres sprawowania urzędu przez Najwyższego Pontyfika (łac. Summus Pontifex), czyli papieża. Papież rozpoczyna pontyfikat w momencie przyjęcia wyboru dokonanego przez konklawe, a kończy w momencie śmierci lub ogłoszenia renuntiatio (rezygnacji). W historii 11 papieży zrezygnowało z zasiadania na tronie piotrowym. Ostatnim z nich był Benedykt XVI, który zrezygnował z funkcji papieża 28 lutego 2013 o 20.00.